# Tuesday
Tuesday è un film del 2023 scritto e diretto da Daina O. Pusic al suo esordio alla regia.

## Trama
Zora è una madre single che si occupa della figlia Tuesday, malata terminale. Un giorno riceve la visita della Morte nelle sembianze di un pappagallo parlante e mutaforma, che la invita ad intraprendere un viaggio per prepararsi a dire addio alla figlia.

## Produzione
Nel maggio 2021 è stato annunciato che Daina O. Pusic avrebbe fatto il suo esordio alla regia dirigendo Julia Louis-Dreyfus, Lola Pettricew, Arinzé Kene e Leah Harvey in un film.
Le riprese principali si sono svolte nel Regno Unito tra il giugno e il luglio dello stesso anno.

## Promozione
Il primo trailer è stato diffuso il 25 gennaio 2024.

## Distribuzione
Il film è stato presentato in anteprima mondiale il 1º settembre 2023 al Telluride Film Festival e il mese successivo è stato proiettato in occasione del BFI London Film Festival.

## Accoglienza
L'aggregatore di recensioni Rotten Tomatoes riporta il 76% di recensioni positive, con un punteggio medio di 6,9 su 10 basato sul parere di 112 critici.